# Linus och Linnea
Linus och Linnea är benämningar på manliga respektive kvinnliga teknologer vid Linköpings tekniska högskola. Benämningen återfinns till exempel i LinTek-ägda företaget Linus och Linnea AB. Företaget är, i idag, ett holdingbolag.